# Zając polarny
Zając polarny (Lepus arcticus) – gatunek ssaka z rodziny zającowatych (Leporidae), występującego w strefie tundry i tajgi. Wraz ze zmianą pory roku, przystosowuje się do środowiska. Przy pierwszych śniegach zmienia futro na białe. Jego środowiskiem naturalnym są polarne i górzyste siedliska. Kiedyś uznawano go za podgatunek bielaka, ale obecnie uważa się go za osobny gatunek.

## Zasięg występowania
Zając polarny występuje w północnej Ameryce Północnej zamieszkując w zależności od podgatunku:
- L. arcticus arcticus – Ziemia Baffina, Wyspa Bylota i Półwysep Melville’a, północno-wschodni Nunavut (północna Kanada).
- L. arcticus andersoni – środkowe i północno-wschodnie Terytoria Północno-Zachodnie i większość Nunavut (północno-zachodnia Kanada).
- L. arcticus bangsii – Nowa Fundlandia i północno-wschodni Labrador (wschodnia Kanada).
- L. arcticus banksicola – Wyspa Banksa w kanadyjskiej części Archipelagu Arktycznego.
- L. arcticus groenlandicus – zachodnie, północne i północno-wschodnie wolne od lodu regiony przybrzeżne Grenlandii.
- L. arcticus hubbardi – Wyspa Księcia Patryka, w kanadyjskiej części Archipelagu Arktycznego.
- L. arcticus labradorius – południowo-wschodnia część Wyspy Baffina, wyspy w północnej części Zatoki Hudsona, przybrzeżne tereny południowego Nunavut, północno-wschodnia Manitoba, północny Quebec i północno-zachodni półwysep Labrador (północna Kanada).
- L. arcticus monstrabilis – Wyspy Królowej Elżbiety, z wyjątkiem Wyspy Księcia Patryka, w kanadyjskiej części Archipelagu Arktycznego.
- L. arcticus porsildi – południowe i południowo-zachodnie wolne od lodu regiony przybrzeżne Grenlandii.

## Taksonomia
Gatunek po raz pierwszy naukowo opisał w 1819 roku brytyjski odkrywca i botanik John Ross nadając mu nazwę Lepus arcticus. Holotyp pochodził z obszaru na południowy wschód od Cape Bowen, 73°37′N, w Possession Bay, na Wyspie Bylota, w Kanadzie.
Wcześniej trzy gatunki arktyczne (L. timidus, L. arcticus i L. othus) były zaliczane na podstawie cech morfologicznych do L. timidus. Potwierdza to również analiza genetyczna mtDNA, chociaż dowody oparte wyłącznie na mtDNA należy traktować ostrożnie. Istnieje również pogląd, że istnieją dwa gatunki: L. timidus w Starym Świecie i L. arcticus w Grenlandii, w północnej Kanadzie, na Alasce i półwyspie Czukczi w Rosji. Jeszcze inni taksonomowie uważają L. arcticus za konspecyficzny z L. timidus i różniące się od L. othus. Dopóki nie będą dostępne rozstrzygające dowody, te trzy taksony są uważane za odrębne gatunki z L. timidus w Starym Świecie, L. othus na Alasce i L. arcticus w północnej Kanadzie i Grenlandii. Autorzy Illustrated Checklist of the Mammals of the World rozpoznają dziewięć podgatunków.

### Etymologia
- Lepus: łac. lepus leporis „królik, zając”[19].
- arcticus: łac. arcticus „północny, arktyczny”, od gr. αρκτικος arktikos „północny”, od αρκτος arktos „północny”[20].
- andersoni: Rudolph Martin Anderson (1876–1961), kanadyjski zoolog[9].
- bangsii: Outram Bangs (1863–1932), amerykański zoolog, kolekcjoner[21][4].
- banksicola: Wyspa Banksa, Nunavut; -cola „mieszkaniec”, od colere „mieszkać”[22].
- groenlandicus: Grenlandia (duń. Grønland)[20].
- hubbardi: płk. Charles Joseph Hubbard (1902–1950), oficer US Army, amerykański urzędnik, szef Polar Operations Project w ramienia Narodowej Służby Pogodowej[12].
- labradorius: Labrador, Canada[20].
- monstrabilis: łac. monstrabilis „godny uwagi”, od monstro „pokazywać”[23].
- porsildi: Morton Pedersen Porsild (1872–1956), duński botanik[13].

## Morfologia
Długość ciała (bez ogona) 560–660 mm, długość ogona 45–100 mm, długość ucha 80–90 mm, długość tylnej stopy 146–164 mm; masa ciała 2,5–6,8 kg.

## Ekologia

### Środowisko
Zając polarny występuje w tundrowych regionach Grenlandii i części Kanady położonymi najdalej na północ, jak również na Alasce. Na dalekiej północy zające są białe przez cały rok. W innych częściach, latem mają mroźny niebiesko-szary kolor, ale ogon pozostaje biały.

### Pożywienie
Zając polarny żywi się głównie zdrewniałymi roślinami. Je także pąki, jagody, liście i trawę. Ma doskonały węch dzięki któremu może kopać w poszukiwaniu gałązek wierzbowych poniżej śniegu.